# مانوج باجپایی
مانوج باجپایی (انگلیسی: Manoj Bajpayee؛ زادهٔ ۲۳ آوریل ۱۹۶۹) هنرپیشه اهل هند است.
وی همچنین برندهٔ جوایزی همچون جایزه فیلم‌فیر شده‌است.

## فیلم‌شناسی
- ویر-زارا
- جاده
- رامایانا: رزم‌نامه
- ۱۹۷۱
- خوشحال
- ترافیک
- فضا
- مهاباراتا
- بی‌وفا
- ساتیاگراها
- راجنیتی
- استثنایی ۲۶
- سرکار ۳
- ده داستان
- عکس
- دویدن
- خشم
- باغی ۲
- نام من شبانا
- تیراندازی در وادالا
- تبعیض
- زبیدا
- قفس
- ملکه راهزنان
- نترس
- حقیقت
- گمشده
- کارخانه اسید
- پول باشه یار هم میاد
- علیگر
- چیتاگونگ
- تغییر چهره
- آرزو
- کمین
- دارودسته‌های واسیپور
- قولنج
- کدام آنی به آن‌ها می‌دهد
- خانم قاتل سریالی
- خائن
- فریاد
- سوامی
- در زدن
- فریب
- چه کسی؟
- جاگو
- عشق سونیا
- دارودسته‌های واسیپور- قسمت اول
- دارودسته‌های واسیپور- قسمت دوم
- زندان
- پرنده طلایی
- ترافیک
- به دل نگیر دوست من!!
- گل‌مور
- سکوت ۲: تیراندازی در کافه جغد شب
- دام